# Rue Oberkampf
Rue Oberkampf é uma rua no 11.º arrondissement de Paris. É denominada em memória de Christophe-Philippe Oberkampf, industrialista francês do século XVIII nascido na Alemanha.